# Associação Botafogo Futebol Clube
L'Associação Botafogo Futebol Clube, meglio noto come Botafogo-DF o semplicemente come Botafogo e in precedenza come Esportivo Guará, è una società calcistica brasiliana con sede a Guará, nel Distretto Federale.

## Storia
Il club è stato fondato il 14 luglio 2004 come Clube Esportivo Guará. Il club ha vinto il Campeonato Brasiliense Segunda Divisão nel 2006. Successivamente fu rifondato come Associação Botafogo Futebol Clube il 14 luglio 2009, dopo aver celebrato i cinque anni dalla fondazione, e dopo aver stretto una partnership con il Botafogo de Futebol e Regatas, adottando colori e simboli simili al club di Rio de Janeiro. Nella sua prima stagione come Botafogo-DF, è stato finalista del Campeonato Brasiliense Segunda Divisão, e ottenendo la promozione nella massima divisione statale dell'anno successivo, dopo aver perso 2-1 in finale contro il Ceilandense.

## Palmarès

### Competizioni statali
- Campeonato Brasiliense Segunda Divisão: 1

2006

### Altri piazzamenti
- Campionato Brasiliense:

Secondo posto: 2007